# David Wong (Jazzmusiker)
David Wong (* 3. Juni 1982 in New York City) ist ein US-amerikanischer Jazzmusiker (Kontrabass) des Modern Jazz.

## Leben und Wirken
Wong wuchs in New York auf und besuchte die LaGuardia High School for Music, Art and the Performing Arts, an der er auch Unterricht bei Bob Stewart hatte. 2004 schloss er sein klassisches Studium an der Juilliard School in klassischer Musik ab. Dort hatte er Unterricht bei Orin O’Brien (New Yorker Philharmoniker), Ron Carter, Ben Wolfe und John Clayton. 2001 entstanden erste Aufnahmen mit der Pianistin Ayako Shirasaki (Live in New York). 2003/04 war er Mitglied im Eric Reed Trio, mit dem er weltweit auf Tournee ging.
In den folgenden Jahren arbeitete Wong mit Musikern wie Randy Napoleon, Benny Green, Dan Nimmer, Jeb Patton, Tootie Heath, Sachal Vasandani, Clark Terry, Illinois Jacquet, Wynton Marsalis, Christian McBride, Walter Blanding, Marcus Printup, Leroy Jenkins, David Hazeltine, Jim Rotondi, Carla Cook, Paula West, Hank Jones, Wycliffe Gordon, Joe Magnarelli, Roy Haynes, Aaron Diehl,  Roberta Gambarini und Jacob Artved; des Weiteren war er Mitglied im Vanguard Jazz Orchestra. 2019 gehörte er dem Brandon Sanders Quintet und dem Jeremy Pelt Quartet an. Im Bereich des Jazz war er zwischen 2001 und 2018 an 55 Aufnahmesessions beteiligt. Zu hören ist er u. a. auf  Jim Rotondis Album
 Dark Blue (2016), auf Samara Joys Grammy-nominiertem Album Linger Awhile (2022) und der Folge-EP A Joyful Holiday (2023), ferner auf Terell Staffords Album Between Two Worlds

## Diskographische Hinweise
- Dmitry Baevsky, David Wong, Joe Strasser:  Over and Out (Plus Loin Music, 2014)
- Jimmy Heath: Love Letter (Verve, 2020)
- Bruce Harris: Soundview (Cellar Music, 2021)